# Niño Detmold

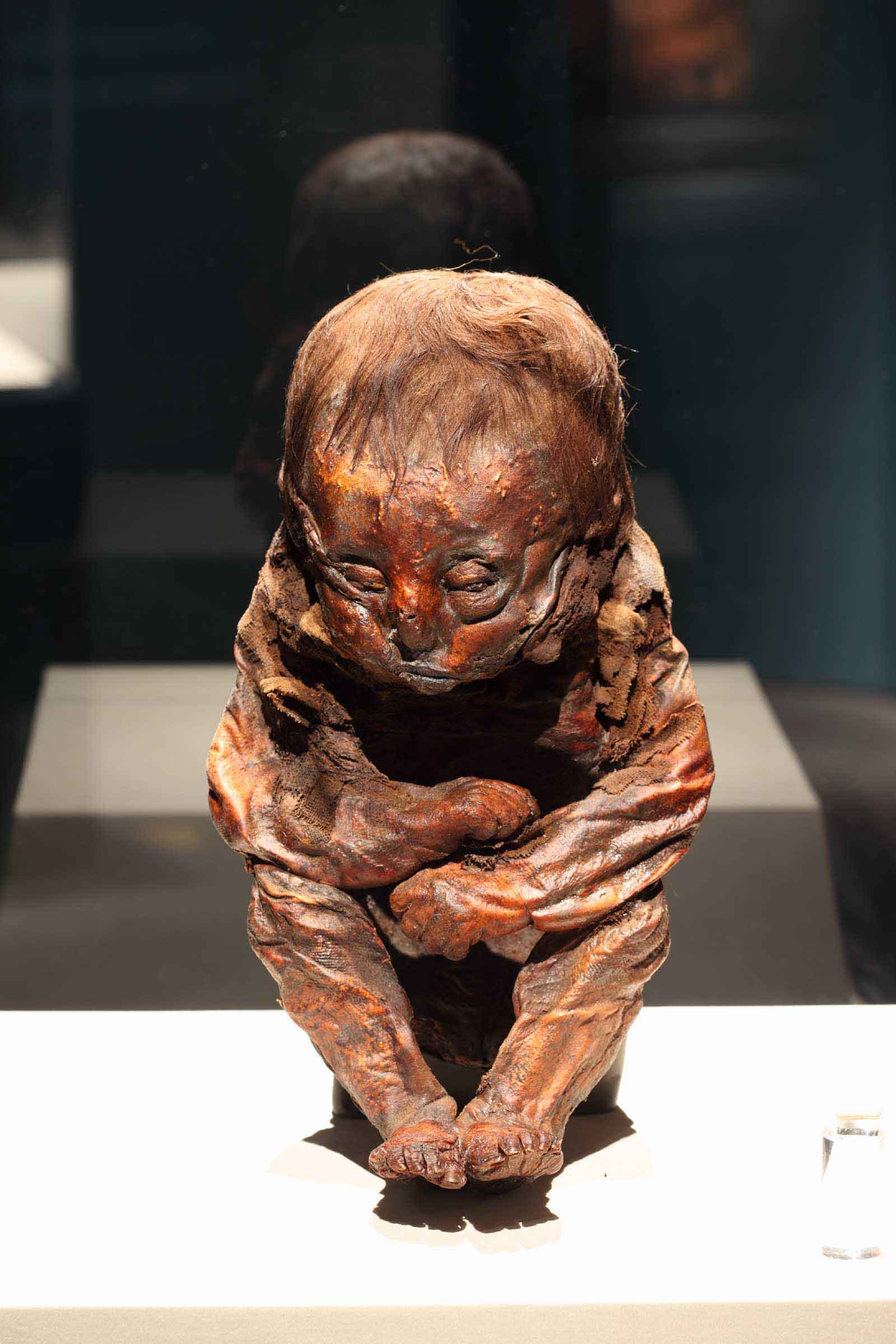
Niño Detmold en la exposición Momias del Mundo en 2010.

El niño Detmold es una momia encontrada en el Perú. Se ha identificado que la momia tiene unos 6500 años, lo que la convierte en una de las momias conservadas más antiguas jamás encontradas. Fue nombrado Detmolder Kindermumie por sus propietario, el Lippisches Landesmuseum en Detmold, en Renania del Norte-Westfalia, Alemania.

## Historia
Fue hallado en la cordillera de los Andes peruanos. Vivió hacia el 4504-4457 a. C. según las pruebas de carbono a las que fue sometida en 2010. El escáner ha ofrecido otros datos como la edad que tenía cuando murió, la causa de la muerte y su estado de salud.
Según vicepresidente del Centro de Ciencias de California, William T. Harris el niño nació alrededor de 4.500 años antes de Cristo y sufría un "defecto del corazón que le causó una infección en los pulmones, dolencia de la que pudo fallecer".
La momia lleva el nombre del propietario, el Lippisches Landesmuseum en Detmold, en Renania del Norte-Westfalia. El propietario anterior fue el Museo Völkerkundliches Witzenhausen, que recibió la momia como regalo privado en 1987. Cuando la momia infantil se volvió mohosa, el museo la donó al Museo Estatal de Lippe en 1987, donde se conservó profesionalmente.
No fue hasta 2010 que los científicos de Reiss-Engelhorn-Museums en Mannheim reconocieron el significado histórico-cultural como parte de su Proyecto Momia Alemana. A través de sus investigaciones se conoció la antigüedad de la momia. La momia infantil se mostró durante tres años en la exposición "Momias del mundo" en Estados Unidos, hasta 2014.

## Características físicas
Según las investigaciones de Reiss-Engelhorn-Museums como parte del German Mummy Project, el niño Detmold murió a la edad de 8-10 meses. Tenía un defecto cardíaco raro (síndrome del corazón izquierdo hipoplásico). Además, sufría de deficiencia de vitamina D y tenía una forma anormal del cráneo causada por el cierre temprano de los huesos del cráneo. El niño también sufría de una infección de los pulmones, posiblemente causada por tuberculosis o neumonía, que pudo haber contribuido a su muerte. El cuerpo se encuentra en una posición de entierro típica de la región y la cultura, habiendo sido envuelto en lino y colocado un amuleto alrededor del cuello de la momia, según reveló una tomografía computarizada.